# Llista de reis de França
Dinastia carolíngia
- 843 - 877: Carles II el Calb, fill de Lluís I el Pietós
- 877 - 879: Lluís II el Tartamut, fill de l'anterior
- 879 - 882: Lluís III, fill de l'anterior
- 879 - 884: Carloman II, govern conjunt amb el seu germà Lluís III
- 884 - 887: Carles III el Gras, nebot de Carles el Calb
- 887 - 898: Odó I, fill de Robert el Fort: comte d'Anjou
- 898 - 922: Carles III el Simple, fill de Lluís II
- 922 - 923: Robert I, germà d'Odó I
- 923 - 936: Rodolf I: duc de Borgonya
- 936 - 954: Lluís IV, fill de Carles III el Simple
- 954 - 986: Lotari I, fill de l'anterior
- 986 - 987: Lluís V l'Indolent, fill de l'anterior

Dinastia Capet
- 987 - 996: Hug Capet, fill d'Hug el Gran i net de Robert I
- 996 - 1031: Robert II «el Piadós», fill de l'anterior
associat 1017 - 1026: Hug II, fill de l'anterior
- 1031 - 1060: Enric I, fill de l'anterior
regència 1060 - 1061: Anna de Kíev, mare de l'anterior
regència 1060 - 1067: Balduí V de Flandes, cunyat de l'anterior
- 1060 - 1108: Felip I, fill de l'anterior
- 1108 - 1137: Lluís VI «el Gras», fill de l'anterior
- 1137 - 1180: Lluís VII «el Jove», fill de l'anterior
- 1180 - 1223: Felip II, fill de l'anterior
regència 1190 - 1192: Adela de Xampanya, mare de l'anterior
- 1223 - 1226: Lluís VIII el Lleó, fill de l'anterior
regència 1226 - 1234 i 1248: Blanca de Castella, esposa de l'anterior
- 1226 - 1270: Lluís IX Sant Lluís, fill de l'anterior
- 1271 - 1285: Felip III l'Ardit, fill de l'anterior
- 1285 - 1314: Felip IV el Bell, fill de l'anterior, rei de Navarra
- 1314 - 1316: Lluís X l'Obstinat, fill de l'anterior, rei de Navarra
- 1316: Joan I el Pòstum, fill de l'anterior, rei de Navarra
- 1316 - 1322: Felip V, germà de Lluís X, rei de Navarra
- 1322 - 1328: Carles IV el Bell, germà de Lluís X, rei de Navarra

Dinastia Valois
Branca principal
- 1328 - 1350: Felip VI l'Afortunat, nebot de Felip IV
- 1350 - 1364: Joan II el Bo, fill de l'anterior
- 1364 - 1380: Carles V el Prudent, fill de l'anterior
regència 1380 - 1382: Lluís I d'Anjou, germà de l'anterior i rei de Nàpols
- 1380 - 1422: Carles VI el Boig, fill de Carles V
- 1422 - 1461: Carles VII el Victoriós, fill de l'anterior
- 1461 - 1483: Lluís XI el Prudent, nebot de l'anterior
regència 1483 - 1491: Anna de França, filla de l'anterior
- 1483 - 1498: Carles VIII l'Afable, fill de l'anterior

Branca Valois-Orléans
- 1498 - 1515: Lluís XII el Pare del Poble, fill del duc Carles I d'Orleans i cosí de Carles VIII

Branca Valois-Angulema
- 1515 - 1547: Francesc I, casat amb Clàudia de França, filla de l'anterior
- 1547 - 1559: Enric II, fill de l'anterior
- 1559 - 1560: Francesc II, fill de l'anterior
regència 1560 - 1563: Caterina de Mèdici, muller d'Enric II
- 1560 - 1574: Carles IX, germà de l'anterior
- 1574 - 1589: Enric III, germà de l'anterior i rei de Polònia

Dinastia Borbó
- 1589 - 1610: Enric IV, nebot segon de Francesc I per part femenina, i cosí novè d'Enric II per part masculina, rei de Navarra
regència 1610 - 1617: Maria de Mèdici, muller de l'anterior
- 1610 - 1643: Lluís XIII el Just, fill de l'anterior
regència 1643 - 1651: Anna d'Àustria, muller de l'anterior
- 1643 - 1715: Lluís XIV el Rei Sol, fill de l'anterior
regència 1715 - 1723: Felip II d'Orleans, germà de l'anterior
- 1715 - 1774: Lluís XV el Ben Amat, besnet de Lluís XIV
- 1774 - 1792: Lluís XVI l'Estimat, net de Lluís XV
- 1793 - 1795: Lluís XVII, fill de l'anterior, rei titular
- 1795 - 1814: Lluís XVIII, germà de Lluís XVI, rei titular

Primera República Francesa
- 1792 - 1795: Convenció Nacional
- 1795 - 1799: Directori francès
- 1799 - 1804: Consolat francès

Dinastia Bonaparte – Primer Imperi Francès
- 1804 - 1814: Napoleó I

Dinastia Borbó, restaurada
- 1814 - 1815: Lluís XVIII

Dinastia Bonaparte – Primer Imperi Francès, restaurada
- 1815: Napoleó I
- 1815: Napoleó II, fill de l'anterior

Dinastia Borbó, restaurada
- 1815 - 1824: Lluís XVIII
- 1824 - 1830: Carles X, germà de l'anterior

Dinastia Borbó-Orléans
- 1830 - 1848: Lluís Felip I, descendent de Lluís XIII

Segona República Francesa
- 1848 - 1852: Napoleó III, nebot de Napoleó I

Dinastia Bonaparte – Segon Imperi Francès
- 1852 - 1870: Napoleó III